# CHUWI
CHUWI est un fabricant chinois d'électronique grand public située à Shenzhen, dans la province du Guangdong, qui propose essentiellement des ordinateurs portables, des tablettes tactiles et des mini PC.

## Histoire
Fondée en 2004, CHUWI produit à l'époque des baladeurs MP3 et MP4. En 2010, la société s'allie avec des géants de l'industrie comme MediaTek ou Huawei, et devient un partenaire de Google et, trois ans plus tard, Microsoft et Intel.
En 2015, CHUWI donne une immense visibilité à sa marque en sponsorisant la China Table Tennis Super League, événement majeur du tennis de table en Chine. L'année suivant, elle met en place un large réseau de distribution via les plateformes de commerce en ligne Amazon, Aliexpress et eBay, et en profite pour s'implanter aux États-Unis en y construisant sa première plateforme logistique.
En 2022, l'essentiel du matériel fabriqué se compose de : Mini PC, tablettes, laptops (dans la lignée des Netbook).